# Аутоимуни енцефалитис
Аутоимуни енцефалитис (АИЕ) је група поремећаја који се манифестују различитим клиничким сликама - епилептичким нападима, психијатријским поремећајима и поремећајима понашања, кретања и аутономног нервног система. Аутоимуни енцефалитис се односи на групу стања која се јављају када имуни систем тела грешком напада здраве мождане ћелије, што доводи до упале мозга.
У зависности од антитела која се налазе у ликвору пацијента, аутоимуни енцефалитис се дели у три групе: енцефалитис изазван антителима на површинске мембранске антигене, енцефалитис изазван антителима на антигене синапсе и енцефалитис изазван антителима на интрацелуларне антигене. 
Пацијенти са аутоимуним енцефалитисом могу имати различите неуролошке и/или психијатријске симптоме. Неуролошки симптоми могу укључивати оштећење памћења и когниције, абнормалне покрете, нападе и/или проблеме са равнотежом, говором или видом. Психијатријски симптоми могу укључивати психозу, агресију, неприкладно сексуално понашање, нападе панике, компулзивно понашање, еуфорију или страх.  
За тачну дијагнозу енцефалитиса потребно је извршити детаљну дијагностичку обраду укључујући тестирање на антитела, магнетну резонанцу мозга, ЕЕГ и лумбалну пункцију. Како је велики проценат аутоимуних енцефалитиса паранеопластичне етиологије, неопходно је обавити дијагностички преглед свих пацијената како би се утврдио или искљућили могући туморски процеси.
Рано увођење имунотерапије (кортикостероиди, интравенски имуноглобулини, размена плазме, ритуксимаб и циклофосфамид) и лечење малигних промена, уколико постоје, повећава  вероватноћу бољег исхода пацијента. Успех лечења је различит и зависи од врсте аутоимуног енцефалитиса од којег пацијент болује. Како се код одређеног броја пацијената јављају  рецидиви болести, у терапију се уводе ритуксимаб и циклофосфамид.

## Епидемиологија
Епидемиологија аутоимуног енцефалитиса повезаног са тумором имитира ону основног малигнитета. Док аутоимуни  енцефалитис  који није повезан са тумором има променљиву епидемиологију, и углавном напада  младе пацијента са већом склоношћу према женама. 8 .
У приближно 60% случајева присутна су антинеуронска антитела, као што су анти-Ху антитела код малих ћелија рака плућа, анти-Та антитела код карцинома тестиса, анти-НМДА НР1 код тератома јајника или анти-НМДА НР2 код пацијената са СЛЕ.

## Етиологија
Етиологија енцефалитиса може бити веома разнолика, од имуно-посредованог енцефалитиса и паранеопластичног до генетског, метаболичког, посттрауматског и интоксикационог. Сваки од њих захтева сложен дијагностички и терапијски приступ. Око 40% енцефалитиса има инфективну етиологију, а око 20% њих је имунолошки посредовано (од којих је најчешћи анти-НМДАР енцефалитис). Велики проценат, чак 40%, је нејасне етиологије и представља дијагностички и терапијски изазов.  Херпесвируси (ХСВ1, ХСВ2, ЕБВ, ВЗВ, ЦМВ), ентеровируси и флавивируси су најчешћи узрочници инфективног енцефалитиса.
У неким случајевима се јавља у вези са раком (као паранеопластични синдром). 
Аутоимуни енцефалитис је резултат имуног одговора и стварања антитела против антигена неурона. Најчешћи патогенетски механизми имуног одговора у централном нервном систему (ЦНС) су молекуларна мимикрија са механизмом посматрача и унакрсне реакције антитела. 
Анти-неуронска антитела се могу класификовати као:
1. Антитела на површинске антигене мембране (CSAab) 
2. Антитела на антигене синапсе (SYAab) 
3. Антитела на интрацелуларне антигене (INAab) 
Аутоимуни енцефалитис се генерално јавља спорадично, код људи без породичне историје болести. Истраживања о томе зашто специфична антитела нападају здраве ћелије тела су у току.  

## Клиничка слика
Клиничка слика аутоимуног енцефалитиса може бити веома разнолика. Један од најчешћи симптоми су различити типови епилептичких напада, укључујући и епилептични статус.
У субакутној фази болести која може трајати од неколико дана до неколико недеља, приметне су флуктуације стања свести (од постепеног смањења нивоа свести до коме) и когнитивне функције. Абнормални покрети као што су атаксија, дистонија и миоклонус такође могу бити један од водећих симптома (нпр. код енцефалитиса узрокованог антителима на НМДАР, најчешће су орофацијалне дискинезије, дискинезије труп и удови и дијатонски положај).
У раним стадијумима енцефалитиса, болест се може манифестовати психијатријским симптомима укључујући психозе, агресију, нападе панике и еуфорију. Често се описује и дисфункција аутономног нервног система која доводи до хипер или хипохидрозе и поремећаји вредности крвног притиска и срчаног ритма. 
Клиничка слика такође може укључују поремећаје спавања као што су несаница, апнеја у сну, хиперсомнија и абнормални покрети током спавања.
Иако су широког спектра и веома варијабилни, неки клинички симптоми понекад могу указати на одређени тип аутоимуног енцефалитиса и могући тип антитела.

## Дијагноза
За постављање дијагнозе аутоимуног енцефалитиса потребна је  одговарајућа дијагностичка обрада, током које би требало обратити пажњу на клиничке симптоме који  могу да усмере дијагностичара ка исправној дијагнози. Током дијагностичке обраде неопходно је одређивање неуролошког синдрома и специфичних неуронских антитела у плазми и ликвору.

### Лумбална пункција
Лумбална пункција и серолошки тестови (ЕЛИСА или имуноблот) се раде на пацијенту како би   присуство антитела било доказано или искључено. Ако је серолошки налаз у серуму позитиван, а негативан у ликвору, спроводи се даља дијагностика која се састоји од излагање можданог ткива експерименталне животиње серуму пацијента. 

### Имунохистохемијске анализе
Након презентације ткива, раде се имунохистохемијске анализе и анализе културе неурона. 
| Антитела у дијагнози аутоимуног енцефалитиса                       | Антитела у дијагнози аутоимуног енцефалитиса                            | Антитела у дијагнози аутоимуног енцефалитиса | Антитела у дијагнози аутоимуног енцефалитиса | Антитела у дијагнози аутоимуног енцефалитиса |
| Синдром                                                            | Синдром                                                                 | Дијагностички тест                           | Учесталост рака                              | Главни тип рака                              |
| ------------------------------------------------------------------ | ----------------------------------------------------------------------- | -------------------------------------------- | -------------------------------------------- | -------------------------------------------- |
| Антитела против интрацелуларних антигена                           |                                                                         |                                              |                                              |                                              |
| Ху (АННА1)                                                         | Лимбички енцефалитис                                                    | Вестерн блот                                 | > 95%                                        | Рак малих ћелија плућа                       |
| Ма2                                                                | Лимбички енцефалитис                                                    | Вестерн блот                                 | > 95%                                        | Семином тестиса                              |
| ГАД                                                                | Лимбички енцефалитис, синдром укочене особе , церебеларна атаксија      | Радиоимуноесеј                               | 25%                                          | Тимома, ситноћелијски рак плућа              |
| Антитела против синаптичких рецептора                              |                                                                         |                                              |                                              |                                              |
| НМДА рецептор                                                      | Анти-НМДА рецепторски енцефалитис                                       | Анализа на основу ћелија                     | Разликује се у зависности од старости и пола | Тератом јајника                              |
| АМПА рецептор                                                      | Лимбички енцефалитис са претежном психозом, нападима                    | Анализа на основу ћелија                     | 65%                                          | Тима, ситноћелијски рак плућа                |
| ГАБА Б рецептор                                                    | Лимбички енцефалитис                                                    | Анализа на основу ћелија                     | 50%                                          | Рак малих ћелија плућа                       |
| ГАБА А рецептор                                                    | Енцефалитис                                                             | Анализа на основу ћелија                     | <5%                                          | Тимома                                       |
| мГлуР5                                                             | Енцефалитис, Офелијски синдром                                          | Анализа на основу ћелија                     | 70%                                          | Хоџкинов лимфом                              |
| Допамин 2 рецептор                                                 | Енцефалитис базалних ганглија са абнормалним покретима                  | Анализа на основу ћелија                     | 0%                                           | ..                                           |
| Антитела против јонских канала и других протеина ћелијске површине |                                                                         |                                              |                                              |                                              |
| ЛГИ1                                                               | Лимбички енцефалитис, фациобрахијални дистонични напади                 | Анализа на основу ћелија                     | 5-10%                                        | Тимома                                       |
| ЦАСПР2                                                             | Морванов синдром, лимбички енцефалитис, неуромиотонија, полинеуропатија | Анализа на основу ћелија                     | 20-50%                                       | Тимома                                       |
| ДППКС                                                              | Енцефалитис, дијареја , хиперплексија                                   | Анализа на основу ћелија                     | <10%                                         | Лимфом                                       |
| МОГ                                                                | Акутни дисеминовани енцефаломијелитис                                   | Анализа на основу ћелија                     | 0%                                           | ..                                           |
| Аквапорин 4                                                        | Енцефалитис                                                             | Анализа на основу ћелија                     | 0%                                           | ..                                           |
| ГК1б                                                               | Бикерстафов енцефалитис можданог стабла                                 | ЕЛИСА                                        | 0%                                           | ..                                           |

### Биопсија коштане сржи
Може се урадити биопсија коштане сржи како би се искључила инфилтрацију малигних ћелија и моноклонска гамопатија.

#### Радиографија
Током дијагностичке обраде, изузетно је важно искључити присуство неоплазме. За ове сврхе користи се магнетна резонанца, компјутеризована томографија и ПЕТ-ЦТ.
Како многи случајеви немају сликовне налазе, посебно рано у току болести магнетна резонантна томографија са контрастом се сматра најосетљивијим модалитетом снимања, а налази су присутни код више од половине појединаца.  
Као што старији термин лимбички енцефалитис подразумева, најчешћа локација захвата су мезијални темпорални режњеви и лимбички системи, који се обично манифестују задебљањем коре и повећаним интензитетом Т2/ФЛАИР сигнала ових региона. Билатерална укљученост је најчешћа (60%), иако често асиметрична. Латерални темпорални режањ и инсула су ређе захваћени, док су базални ганглији, насупрот томе, често захваћени, што помаже у разликовању од ХСВ енцефалитиса који карактеристично поштеди базалне ганглије. Иако далеко ређе, у суштини било који део централног нервног система може бити захваћен.
Право ограничење дифузије (или ниске вредности АДЦ) и крварење нису уобичајени и предлажу алтернативне дијагнозе. Присуство крварења на сликама пондерисаним осетљивошћу иде у прилог другим дијагнозама као што је херпес симплекс енцефалитис  који иначе има веома сличан изглед лимбичког енцефалитиса.

## Диференцијална дијагноза
Општа разматрања о диференцијалној слици АИЕ укључују:
| Дијагноза                   | Карактеристке |
| --------------------------- | --- |
| Херпес симплекс енцефалитис | - акутни, често драматични временски ток - грозница - психијатријски симптоми су ретки - базалне ганглије су поштеђене |
| Епилептични статус          | - акутни, често драматични временски ток |
| Тумор                       | Астроцитом ниског степена - ако је локализован на темпоралном режњу, изглед може бити веома сличан Глиоматоза мозга - дифузни Т2 хиперинтензитет који укључује више суседних режњева - нема склоности ка лимбичком систему |
| Неуросифилис                | |
| Хашимото енцефалитис        | |

## Терапија
У терапији АИЕ користе се кортикостероиди, интравенски имуноглобулини, плазмафереза, ритуксимаб и циклофосфамид.
Показало се да лечење АИЕ не би треба одложити јер рана имунотерапија у великој мери побољшава исход болести.
Лечење почиње пулсном терапијом метилпреднизолона 10-30 mg/m²  сата или дексаметазон 10 mg/m²  и интравенски имуноглобулини 2 g/kg током 5 дана.
Циклофосфамид се додаје у случају присуства антитела на НМДАР или ВКГЦ комплекс.
У случају изостанка одговора на поменуту терапију, примењује се ритуксимаб (375 mg/m²  током 24 сата и једном недељно током 4 недеље).